# Spominska plošča duhovnikom žrtvam fašizma, Brezje
Spominska plošča 25 slovenskim duhovnikom, ki so umrli nasilne smrti od okupatorja, je bila od leta 1955 do 2014 pritrjena na zid pred cerkvijo Marije Pomagaj na Brezjah. Postavili so jo duhovniki iz Cirilmetodijskega društva ob desetletnici osvoboditve, brezjanski frančiškani pa so jo brez javnega pojasnila odstranili in zamenjali z mozaikom Marije Pomagaj, ki so ga baziliki poklonili avstralski Slovenci. 

## Duhovniki na plošči
- Jakob Sem (1908–1942), izseljen v NDH, interniran in brez sodbe umorjen v koncentracijskem taborišču Jasenovaco[1]
- Franc Grobler (1892–1942), Jasenovaco[2]
- Franc Kač (1907–1942), Jasenovaco
- Janez Kodrič (1897–1942), Jasenovaco
- Anzelm Polak (1883–1942), Jasenovaco[3]
- Janez Rančigaj (1893–1942), Jasenovaco[4]
- Franc Rihar (1909–1943), Jasenovac[5]
- Franc Orešnik (1908–1945), Jasenovaco
- Ernest Bandelj (1915–1945), v Prvačini so zvezanega vrgli v reko Vipavo srbski četniki
- Bogumil Krušič (1910–1943), naj bi ubili srbski četniki v Bosni ali v Črni Gori
- Marko Željko (Marco Zelco, 1893–1944), Istran iz Višnjana, obešen od Nemcev zaradi sodelovanja s partizani
- Šime Milanović (1905–1943) Istran iz Kringe, ustreljen v Slumu od Nemcev zaradi sodelovanja s partizani
- Martin Gaberc (1883–1941), ustreljen v Gornji Radgoni na oknu svojega stanovanja ob prihodu okupatorjev
- Franc Gabrejna (1897–1943), ustreljen od Nemcev v Ajdovščini
- Mihael Grešak (1914–1942), mučen v zaporu Stari pisker v Celju in ustreljen od Nemcev zaradi simpatiziranja z uporomo
- Ivan Povh (1914–1944), pri Kresnicah zajet med partizani in ustreljen od Nemcev
- Anton Šatej (1914–1943), župnik v Štanjelu, ustreljen od Nemcev zaradi sodelovanja s partizani
- Franc Gomilšek (1872–1943), ustreljen od Nemcev pri Knežji vasio
- Ferdinand Potokar (1911–1942), mučen do smrti v celjskem zaporu Stari pisker zaradi podpore uporuo
- Janez Hornböck (1878–1942), mežiški župnik, doma iz Šentjanža v Rožu, Koncentracijsko taborišče Dachau
- Janez Messner (1890–1943), dekan v Radljah ob Dravi, Koncentracijsko taborišče Dachau
- Kerubin Tušek (1876–1943), doma s Svetega Lenarta nad Škofjo Loko, župnik v Nazarjah, Koncentracijsko taborišče Dachauo
- Mirko Vekjet (1902–1944) iz Trsta, župnik v Boljunu, Koncentracijsko taborišče Dachau, zaradi sodelovanja s partizani
- Danijel Halas (1908–1945), župnik v Veliki Polani, ustreljen od Madžarov
- Ivan Kotnik (1889–1945), kurat v bolnici v Beogradu, ustreljen v Zemunu ob koncu vojne

Na plošči je bilo zapisano, da »so darovali življenje za svobodo nove Jugoslavije«. Plošča ni bila vpisana v Register kulturne dediščine Slovenije. Nekaterim od umorjenih duhovnikov je Cerkev podelila naziv božjih služabnikov v postopku beatifikacije. Leta 2002 se je začel škofijski postopek za ugotovitev mučeništva Danijela Halasa.